# Distrikt Lachaqui
Der Distrikt Lachaqui liegt in der Provinz Canta in der Region Lima in West-Peru. Der Distrikt wurde am 16. Januar 1952 gegründet. Auf einer Fläche von 128 km² lebten im Jahr 2017 952 Menschen. Im Jahr 1993 lag die Einwohnerzahl bei 1156, im Jahr 2007 bei 985. Verwaltungssitz ist die 3668 m hoch gelegene Ortschaft Lachaqui mit 655 Einwohnern (Stand 2017). Lachaqui liegt 9,5 km südlich der Provinzhauptstadt Canta.

## Geographische Lage
Der Distrikt Lachaqui liegt im Bergland der peruanischen Westkordillere im Südosten der Provinz Canta. Der Río Quisquichaca, der Oberlauf des Río Arahuay, entwässert das Areal in südsüdwestlicher Richtung.
Der Distrikt Lachaqui grenzt im Süden an den Distrikt Arahuay, im Westen an den Distrikt Santa Rosa de Quives, im Nordwesten an den Distrikt San Buenaventura, im Nordosten an den Distrikt Canta sowie im Osten an den Distrikt Laraos (Provinz Huarochirí).